# Sidi Hamadouche
Sidi Hamadouche là một đô thị thuộc tỉnh Sidi Bel Abbès, Algérie. Dân số thời điểm năm 2002 là 9.264 người.